# Онданвиј
Онданвиј (фр. Andainville) насеље је и општина у североисточној Француској у региону Пикардија, у департману Сома која припада префектури Амјен.
По подацима из 2011. године у општини је живело 228 становника, а густина насељености је износила 27,31 становника/km². Општина се простире на површини од 8,35 km². Налази се на средњој надморској висини од 163 метара (максималној 176 m, а минималној 135 m).

## Демографија
| 1962. | 1968. | 1975. | 1982. | 1990. | 1999. | 2011. |
| ----- | ----- | ----- | ----- | ----- | ----- | ----- |
| 307   | 287   | 249   | 201   | 211   | 196   | 228   |

График промене броја становника у току последњих година